# Rhamphicarpa medwedewii
Rhamphicarpa medwedewii är en snyltrotsväxtart som beskrevs av Nicholas Michailovitj Albov. Rhamphicarpa medwedewii ingår i släktet Rhamphicarpa och familjen snyltrotsväxter. Inga underarter finns listade i Catalogue of Life.